# Župna crkva uznesenja Blažene Djevice Marije u Brezovici
Župna crkva uznesenja Blažene Djevice Marije u Brezovici katolička je crkva sagrađena 1756. godine. Crkva i župni dvor s jugozapade su strane okruženi grobljem i nalazi se na ravnom platou uz cestu, na samom kraju naselja Goli Breg (naselje Brezovica) u Gradu Zagrebu.
Ova je crkva zaštićeno kulturno dobro Republike Hrvatske.

## Povijest
Župna crkva sagrađena je na mjestu ranije drvene crkve, koja datira iz vremena osnutka Župe iz 14. stoljeća. Gradnju nove crkve organizirala je i financirala plemićka obitelj Drašković, koja je bila pokrovitelj ove Župe. Zvonici crkve dovršeni su 1768. godine.
Godine 1906. izgrađen je novi župni dvor. Tijekom povijesti, crkva je više puta obnavljana. Svetište je temeljito obnovljeno 2016. godine, a novi oltar posvećen je u lipnja iste godine. Pročelje crkve posljednji je put obnovljeno 2018. godine.
Tijekom potresa 29. prosinca 2020. godine, crkva je pretrpjela značajna oštećenja, posebno zvonici i unutrašnjost, zbog čega je privremeno zatvorena.

## Arhitektura i umjetnine
Crkva je izgrađena u baroknom stilu, s prepoznatljivim poluokruglim oblikom i dva vitka, cilindrična zvonika. Gradnju crkve organizirala je i financirala plemićka obitelj Drašković. Projekt crkve odabrao je Josip Kazimir Drašković, koji je organizirao izvedbu radova, osigurao dovoz materijala i financirao izgradnju. Zvonici crkve dovršeni su na inicijativu njegova sina Ivana Draškovića. Godine 1771. crkva je dobila nove orgulje.
U crkva se nalazi glavni oltar Uznesenja Blažene Djevice Marije, te tri dodatna oltara posvećena sv. Antunu Padovanskom, sv. Barbari i sv. Vidu, mučeniku. Glavni oltar i propovjedaonica, izrađeni 1762. godine, remek su djela baroknog kiparstva, djelo kipara Franje Strauba, a uvršteni su među vrhunska ostvarenja hrvatskog baroknog kiparstva.

## Galerija
- Pogled na crkvu, siječanj 2025.
- Crkva pod skelama, siječanj 2025.
- Renovacija, siječanj 2025.